# Barnafoss
La cascata Barnafoss si trova nell'Islanda occidentale, ed è formata dal fiume Hvítá, nella regione adiacente al campo lavico Hallmundarhraun, di poco a monte rispetto alle cascate denominate Hraunfossar.

## Nome della cascata
Trae il suo nome, ovvero "cascata dei bambini", da un incidente che si dice sia avvenuto qui in passato: un tempo, infatti, sopra la cascata si trovava un ponte da cui sembra siano caduti due bambini perdendo la vita. Dopo questo tragico avvenimento la madre dei bimbi convinse gli altri abitanti del luogo a distruggere il ponte.

## Galleria d'immagini

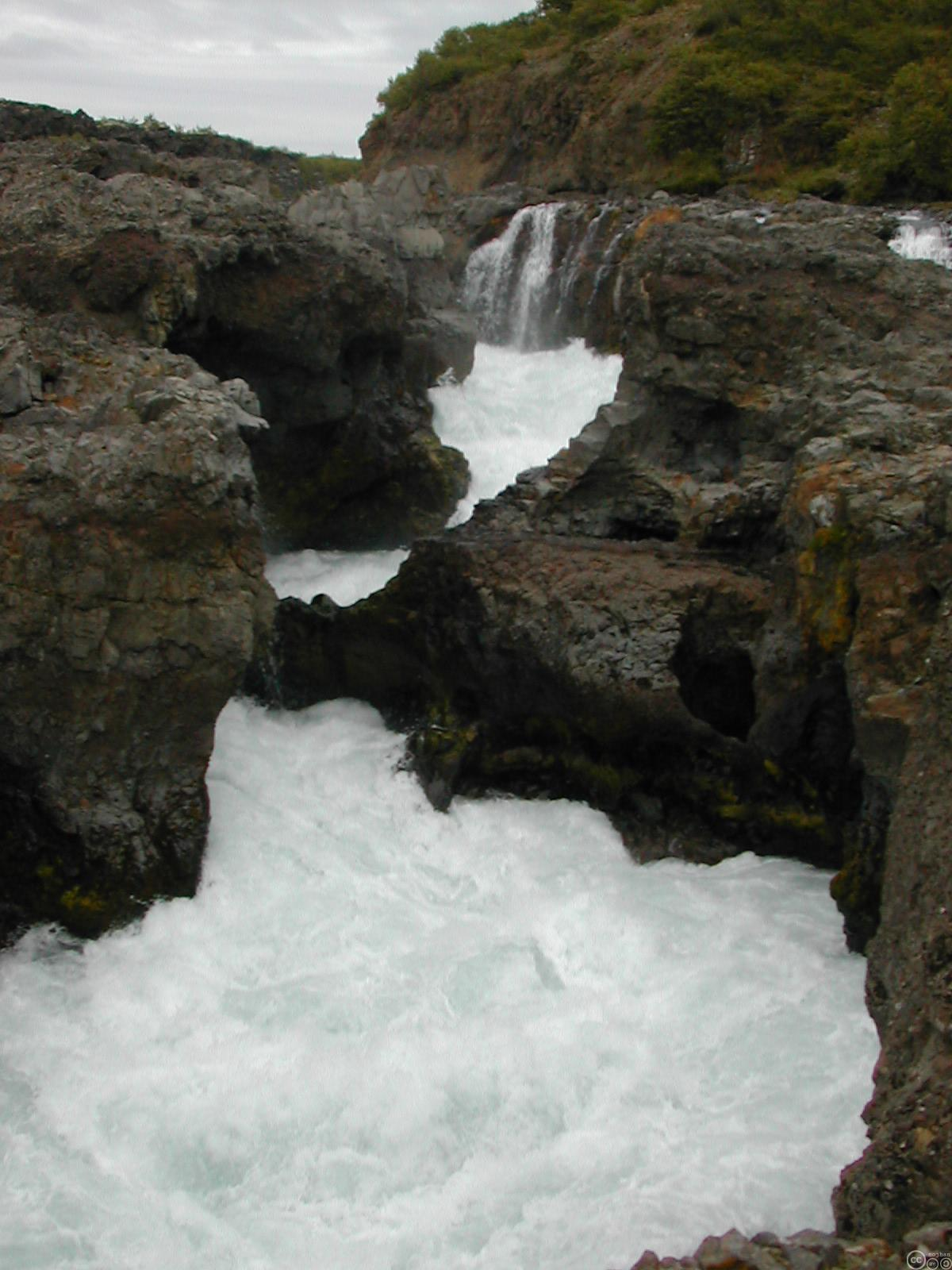
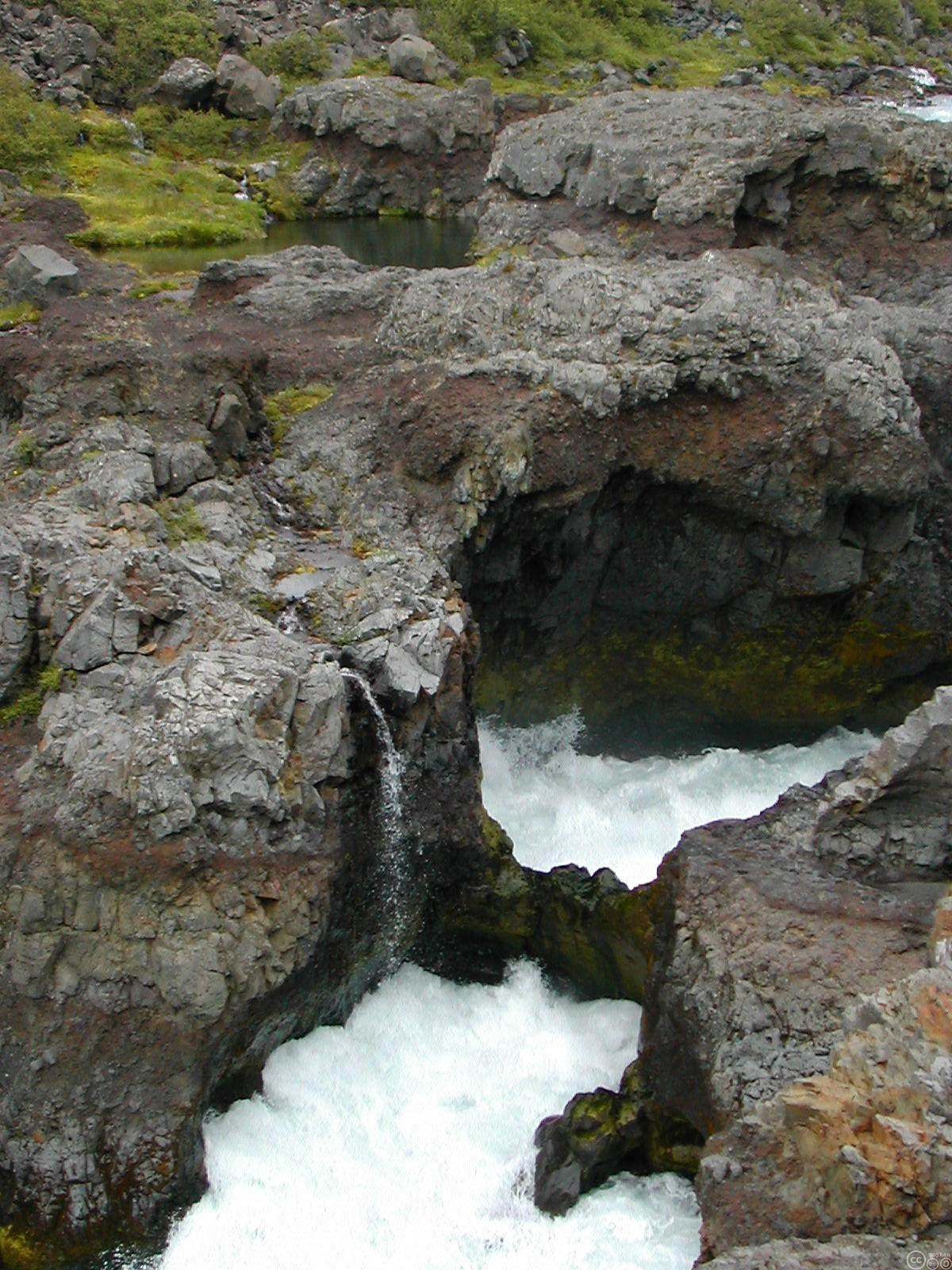